# Rosston (Oklahoma)
Rosston è un comune degli Stati Uniti d'America, situato nello Stato dell'Oklahoma, nella contea di Harper.